# تازروالت (اسداد)
تازروالت هو دُوَّار يقع بجماعة بو مريم، إقليم فكيك، جهة الشرق في المملكة المغربية. ينتمي الدوّار لمشيخة اسداد التي تضم 8 دواوير. يقدر عدد سكانه بـ 128 نسمة حسب الإحصاء الرسمي للسكان والسكنى لسنة 2004.

## روابط خارجية
- البوابة الوطنية للجماعات الترابية نسخة محفوظة 12 مارس 2018 على موقع واي باك مشين.
- المندوبية السامية للتخطيط